# 五所神社 (長井市)

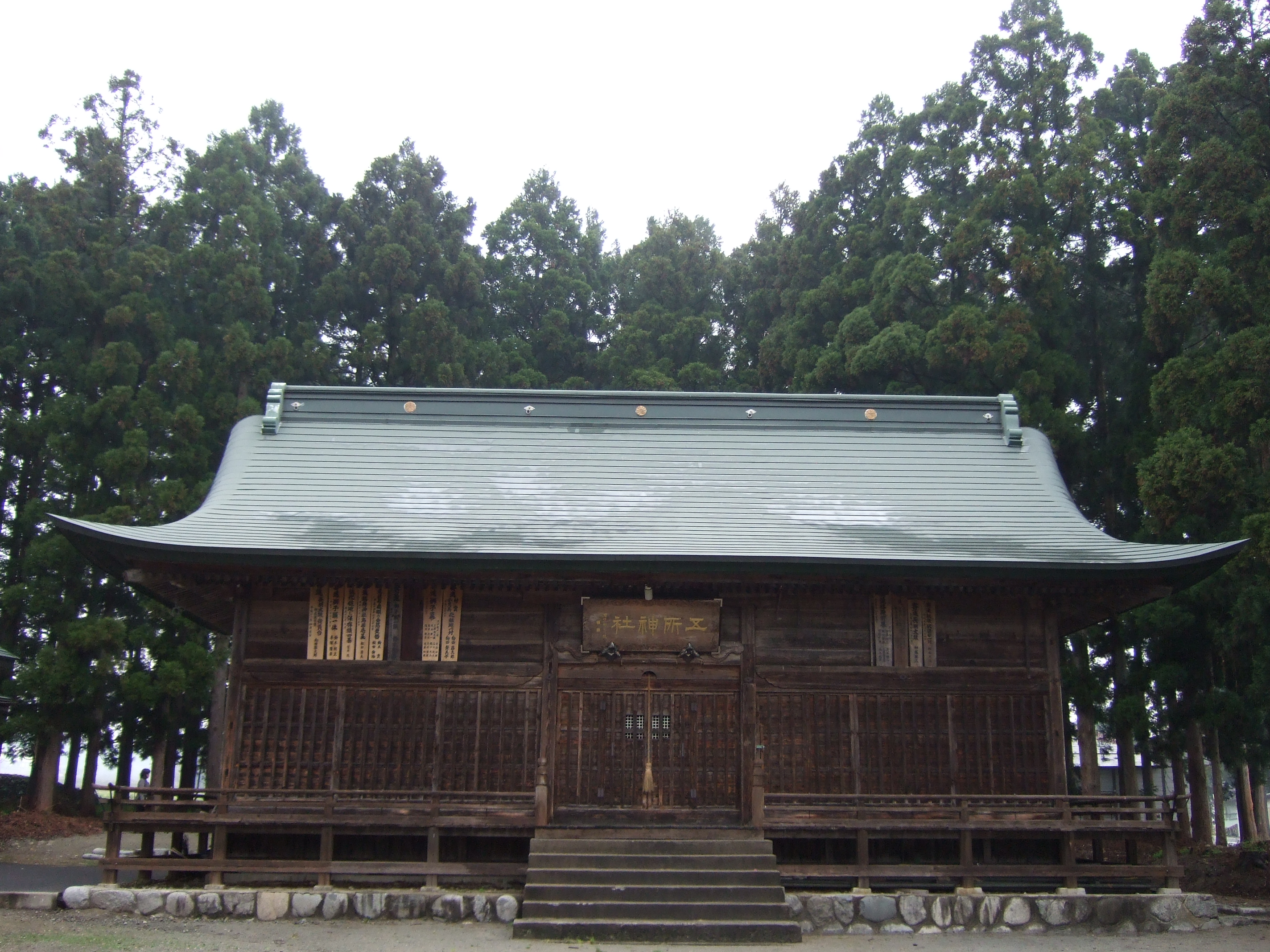
五所神社拝殿

五所神社（ごしょじんじゃ）は、山形県長井市寺泉にある神社。

## 祭神
- 大日孁貴命（おおひるめのむちのみこと)
- 月読命（つくよみのみこと、つきよみのみこと）
- 別雷神（わけいかづちのかみ）
- 金山彦命（かなやまひこのみこと）
- 建御名方命（たけみなかたのみこと）

## 由緒
五所神社縁起書によれば、天武天皇の治世、白鳳8年（7世紀末）、朝日嶽、岩上嶽（祝瓶山）に役行者が参籠修行し開山したという。その後、聖武天皇の治世、天平3年（731年）、川口寺が建立され、宝亀5年（774年）桑沢口に岩上寺が建立され繁栄し、その繁栄は約400年続いた。天喜年間（1053年 - 1058年）、前九年の役（源義家と、安倍貞任の兵乱）により朝日、岩上の霊地は衰退の一途をたどっていた。
その後、再び出羽国を訪れた源義家は、寛治4年（1090年）当麻秀則を遣わし、祭地青木野に朝日岳大日霊貴命・月ヶ峰月読命・岩上別雷神・小朝日金山彦命・三渕建御名方命の五ヶ所の尊霊を移し合祭したのが朝日山五所大明神である。この時から地名も五祭所と改められ、一郷の産土氏神として奉斎し、当麻秀則に永く留まらせ、祠を守らせたとある。

## 伝承
五所神社には三渕（みふち）の神が祀られている。『卯の花姫伝説』では、前九年の役で敗れた悲運の武将、安倍貞任の娘、卯の花姫が三渕の滝に身を投げ、龍神となって祀られたものといわれている。
長井市では約40の神社において勇壮な黒獅子祭が行われている。
寺泉五所神社の黒獅子祭の時には、この龍神が雨を降らせ、最上川支流の野川を波飛沫をあげて下ってくるといわれる。
その姿を演じたものが黒獅子舞といわれ、伝承のごとく黒獅子舞の10メートルもの大幕には水流の激しさを表す水玉の波飛沫と波模様が染め描かれている。

## 修験
東北地方では神社の祭祀に修験者が関わってきた例が多く見られ、五所神社も古くから代々、修験東性院が別当として祭祀に関わってきた。
羽黒派十二先達の一である東性院は天長年間（824年 - 834年）に寺泉村の道者屋敷に、朝日山別当の岩上寺を開いた宥善法師を開基とし、明治初年の神仏判然令の影響下、明治3年（1870年）に復飾し神主となった永恭まで、46代にわたって相続してきたと伝えられている。
中世、朝日岳を中心に朝日修験が盛んであったが、羽黒修験との勢力争いに敗れ、衰退したと思われる。
鎌倉時代、朝日山地周辺には、平氏の残党などが山伏となり、横暴を極めたので、北条氏が千年封じを実施したとの伝説がある。その際に、僧坊を破毀、仏像を川に投棄するなどの弾圧により朝日山地の信仰は衰え、朝日修験の勢力も弱体化したと言われている。
東性院も、朝日山五所大明神の別当を代々務めてきていたことから、当初は朝日修験であったものが、時代を下るなかで羽黒修験となったものと考えられる。

## 祭事
五所神社例祭　8月14日～15日

## 交通
山形鉄道フラワー長井線長井駅から車で約10分